# یک ماه در کشور (فیلم)
یک ماه در کشور (به انگلیسی: A Month in the Country) فیلمی محصول سال ۱۹۸۷ و به کارگردانی پت اوکانر است. در این فیلم بازیگرانی همچون کالین فرث، کنت برانا، ناتاشا ریچاردسون، پاتریک مالاهید، جیم کارتر، ریچارد ورنون و تونی هی‌گارث ایفای نقش کرده‌اند.